# 六フッ化テルル
六フッ化テルル（ろくフッかテルル、tellurium hexafluoride）は、テルルのフッ化物で、化学式 TeF6 で表される無機化合物である。無色の有毒な気体で、恐ろしい悪臭を持つ。分子量は 241.61。

## 合成
金属テルル上に 150 ℃でフッ素ガスを流すのが最も一般的な合成法である。これより低い温度では四フッ化テルル (TeF4)、十フッ化二テルル (Te2F10) などの、よりフッ素成分の少ない混合物が生成する。三酸化テルル (TeO3) とフッ素ガスの反応や、二酸化テルル (TeO2) と四フッ化セレン (SeF4) の反応で得られる TeF4 を 200 ℃ 以上に加熱して TeF6 と単体テルルに不均化させることによっても合成できる。

## 性質
六フッ化テルルは八面体構造を持つ対称性の高い分子である。物理的性質は硫黄、セレンの類縁体に似ているが、分子量がより大きいため揮発性は低い。−38 ℃ 以下では昇華性の白い固体となる。
硫黄類縁体と異なり化学的に不活性ではない。これは d 軌道の反応性がより高いため、そして恐らく硫黄やセレンでは利用できない f 軌道を用いることができるためであるとされる。加水分解により H6TeO6 を与え、200 ℃ 以下では単体テルルと反応する。

## 毒性
テルルの化合物に触れるとニンニクに似た悪臭をもつ「テルル呼気」を呈する。このニンニク臭は汗や尿にも現れる。テルルに被曝した場合の他の症状には、頭痛、呼吸困難、疲労感、指・顔・歯肉・顔に現れる青黒い斑点、発疹がある。肺水腫によって死に至ることもある。テルルに被曝した際は速やかにその場所を離れ、医師の診断を受ける必要がある。

### テルル呼気の原因
テルル化合物を摂取すると起こるニンニク臭は代謝によって生成するテルル誘導体によるものである。体がテルルを代謝すると、元の酸化状態に関わらずジメチルテルリド (Te(CH3)2が生成する。ジメチルテルリドには揮発性があり、これがニンニク臭の原因である。

## 入手
六フッ化テルルはあまり一般的な化合物ではないため、販売元は限られる。50グラムあたりおよそ 2,000 USドルである。